# Халушаков, Рувим Борисович
Рувим Борисович Халуша́ков (1912 — 1964, Москва) — советский оператор документального кино. Лауреат трёх Сталинских премий (1948, 1949, 1951).

## Биография
В 1939—1964 годах — звукооператор, оператор Московской студии кинохроники — ЦСДФ. В годы Великой Отечественной войны — фронтовой оператор.

## Фильмография
- 1939 — День у т. Калинина
- 1940 — Седовцы
- 1942 — День войны
- 1942 — Клятва гвардейцев н-ского полка (фильм)[2]
- 1945 — Крымская конференция
- 1945 — Берлинская конференция
- 1945 — Парад Победы
- 1945 — Сан-Франциско [3]
- 1946 — Париж сегодня
- 1946 — Мирная конференция в Париже
- 1946 — Генеральная ассамблея в Нью-Йорке
- 1947 — День победившей страны
- 1947 — Физкультурный парад
- 1948 — Первенство мира по конькам
- 1948 — Первенство мира по лыжам
- 1948 — Новая Албания
- 1949 — Новая Чехословакия
- 1953 — Великое прощание
- 1953 — За мир и дружбу
- 1953 — Международный концерт (главный оператор)
- 1953 — 36-я годовщина Октября (главный оператор)
- 1954 — Репортаж из Женевы
- 1954 — Сильнейшие в мире
- 1954 — Чемпион Европы
- 1955 — Советская делегация в Югославии
- 1955 — Праздник албанского народа
- 1956 — Пакистан
- 1956 — Ярмарка в Карачи
- 1956 — О Москве и москвичах (главный оператор)
- 1957 — Искусство друзей (главный оператор)
- 1957 — Поет Ив Монтан[4][5]
- 1959 — Город чудес
- 1960 — Город большой судьбы
- 1960 — Вдохновенное искусство

## Награды  и премии

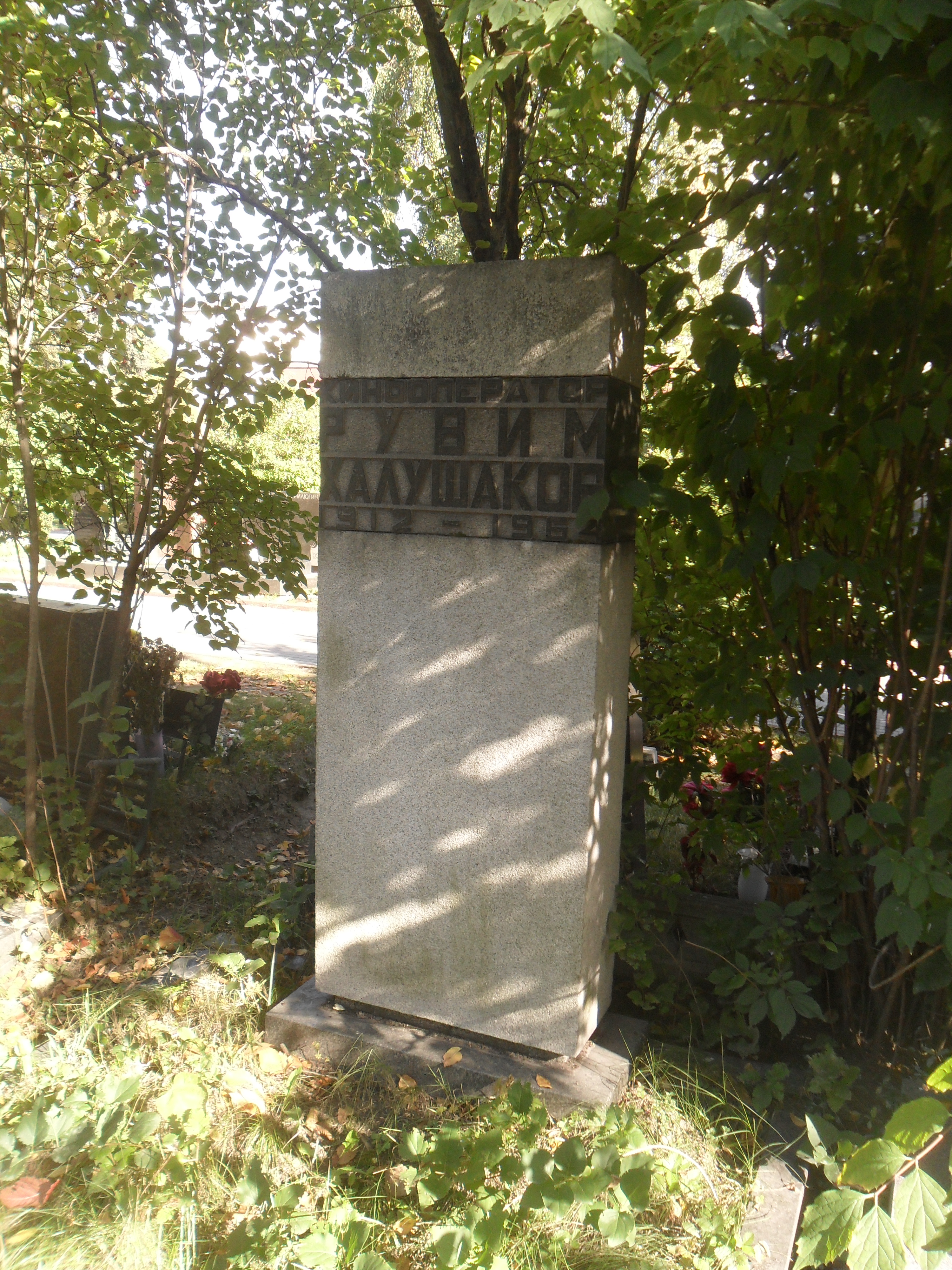
Могила Халушакова на Новодевичьем кладбище Москвы.

- Два ордена «Знак Почёта» (1940[6] и 1948[7])
- Сталинская премия первой степени (1948) — за фильм «День победившей страны» (1947)
- Сталинская премия второй степени (1949) — за фильм «Новая Албания» (1948)[8]
- Сталинская премия второй степени (1951) — за фильм «Новая Чехословакия» (1949)